# Джаміль Нассер
Джамі́ль Суліма́н Нассе́р (англ. Jamil Souliman Nasser), ім'я при народженні Джордж Ле́он Джо́йнер (англ. George Leon Joyner; 21 червня 1932, Мемфіс, Теннессі — 13 лютого 2010, Інглвуд, Нью-Джерсі) — американський джазовий контрабасист. З середини 1960-х по 1972 роки був учасником тріо Ахмада Джамала.

## Біографія
Народився 21 червня 1932 року в Мемфісі, штат Теннессі. Перші уроки брав у своєї матері, яка грала на фортепіано в церкві. У 15 років займався боксом. У 16 років вперше почав грати на контрабасі; перший виступ відбувся через два тижні. З 1949 по 1952 роки очолював танцювальний гурт в Університеті штату Арканзас. З 1953 по 1955 грав на тубі, коли проходив службу в армії; грав на електричному басу з Б. Б. Кінгом в 1955—56 роках.
У 1956 році переїхав в Нью-Йорк, де грав з Фінесом Ньюборном. Навчався у Майкла Краснопольскі; грав з Тедді Чарльзом, Сонні Роллінсом, Сонні Стіттом, Джином Еммонсом. У 1959 році грав і записувався з Лестером Янгом у Парижі; у 1959—60 роках грав з Ідрісом Суліманом у Північній Африці. У 1961 році проживав у Мілані, Італія; написав музику для «Blues at Teatro San Marco» Теннессі Вільямса.
У 1962 році повернувся до США. Грав з власним тріо з 1962 по 1964; з 1964 по 1972 з Ахмадом Джамалом (на деяких записах Джамала зазначений як Джаміл Суліман); з 1975 по 1978 з Елом Хейгом; Кліффордом Джорданом; з власними гуртами. У 1980-х роках грав з Ренді Вестоном, Джорджем Коулменом, Ідрісом Мухаммадом, Бенні Гріном.
Помер 13 лютого 2010 року в Інглвуді, Нью-Джерсі.